# Râciu
Râciu là một xã thuộc hạt Mureș, România. Dân số thời điểm năm 2002 là 3753 người.